# Tabanus wuyishanensis
Tabanus wuyishanensis är en tvåvingeart som beskrevs av Xu 1995. Tabanus wuyishanensis ingår i släktet Tabanus och familjen bromsar. Inga underarter finns listade i Catalogue of Life.